# ギブソン・レスポール・ベース
ギブソン・レスポール・ベースはギブソンが製造したエレクトリックベース。レスポール・ギターが1968年に製造再開されたのを追って、1969年に製造開始された。当初はEB-0やEB-3と同様のショートスケールであった。
当初、レスポール・レコーディングをベースに、スタジオレコーディング向けにデザインされた最新の低インピーダンス回路を使用しており、時に「レスポール・レコーディング・ベース」とも呼ばれた。ソリッドボディのEBシリーズやレスポール・ギターと同様、マホガニーボディにマホガニーのセットネックである。
1971年には「レスポール・トライアンフ」と名付けられたマイナーチェンジモデルが登場した。このモデルは低インピーダンス/高インピーダンスの切り替えスイッチを内蔵していたが、材質や構造など、本質的な部分は同じである。
1973年にはホロウボディの「レスポール・シグネチャー・ベース」が登場。34.5インチのロングスケールでダブルカッタウェイ。従来のモデルとは、レスポールという名称以外は大きく異なる。
レスポール・ベースの製造は1979年にいったん終了したが、後にギブソンはそのクラシカルなデザインに注目し、1990年代はじめ、レスポール・ベースの製造を再開した。この時はフラットトップの「デラックス」と「スペシャル」、カーブドトップの「スタンダード」が製造された。4弦に加え、5弦モデルも用意された。1990年代最初の「スタンダード」はバルトリーニ社の回路とピックアップを使用。このモデルはピックアップ・セレクタがないので、他モデルとの区別は容易である。
最新のレスポール・スタンダード・ベースは軽量化のためホロウボディとなり、1997年に発表された。このモデルはメープルのカーブドトップになっており、高出力のTB-Plusハムバッカーピックアップをパッシブ回路に切り替えるスイッチが確認でき、3ウェイピックアップセレクタスイッチを備える。レスポール・スタンダード・ベースは2006年に製造終了となった。

## 著名な使用ミュージシャン
- スージー・クアトロ
- 山口達也
- 寺川正興